# دوبروفسكي (رواية)
دوبروفسكي (بالروسية: «Дубровский»)‏ هي رواية غير مكتملة للكاتب الروسي ألكسندر بوشكين، كتبها في عام 1832 ونشرت بعد وفاته عام 1841. 

## القصة
أندريه دوبروفسكي هو رجل نبيل فقير عجوز صودرت أرضه من قبل الأرستقراطي الجشع والغني والقوي، كيريلا بتروفيتش ترويكوروف. ابنه الصغير فلاديمير، العازم على الانتقام من والده والحصول على العدالة بطريقة أو بأخرى، يجمع مجموعة من الأقنان وينطلق ويسرق من الأغنياء ويعطي للفقراء. وأثناء ذلك يقع فلاديمير دوبروفسكي في حب ماشا ابنة ترويكوروف، ويتخلى عن حذره، مما يؤدي إلى نتائج مأساوية.